# 沙生风毛菊
沙生风毛菊（学名：Saussurea arenaria）是菊科风毛菊属的植物，是中国的特有植物。分布在中国大陆的甘肃、西藏等地，生长于海拔2,800米至4,000米的地区，见于山顶、草甸、山坡、沙地以及干河床，目前尚未由人工引种栽培。